# زینت‌آرایی باغ

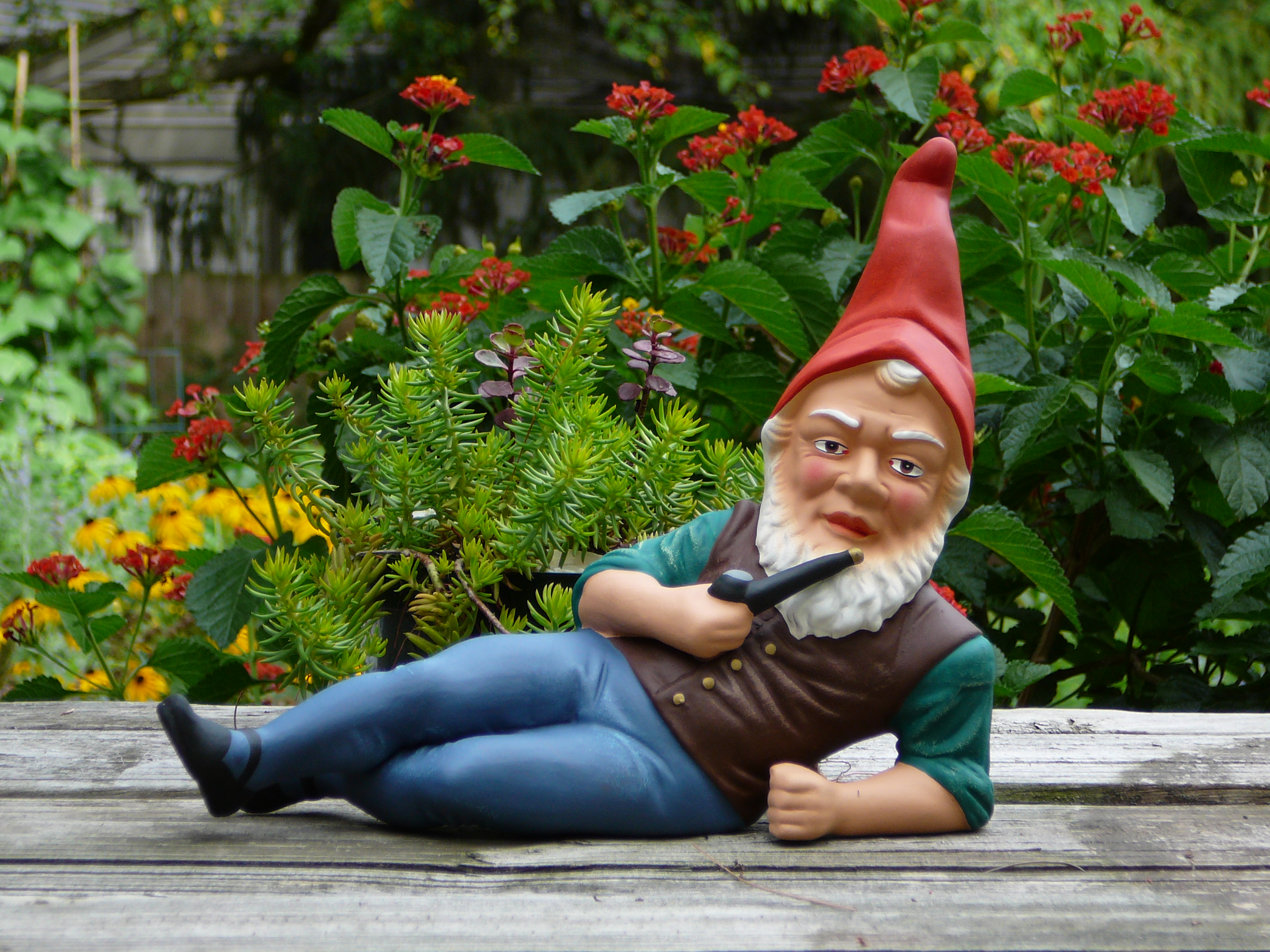
گنوم باغ آلمانی در منظره وندلین

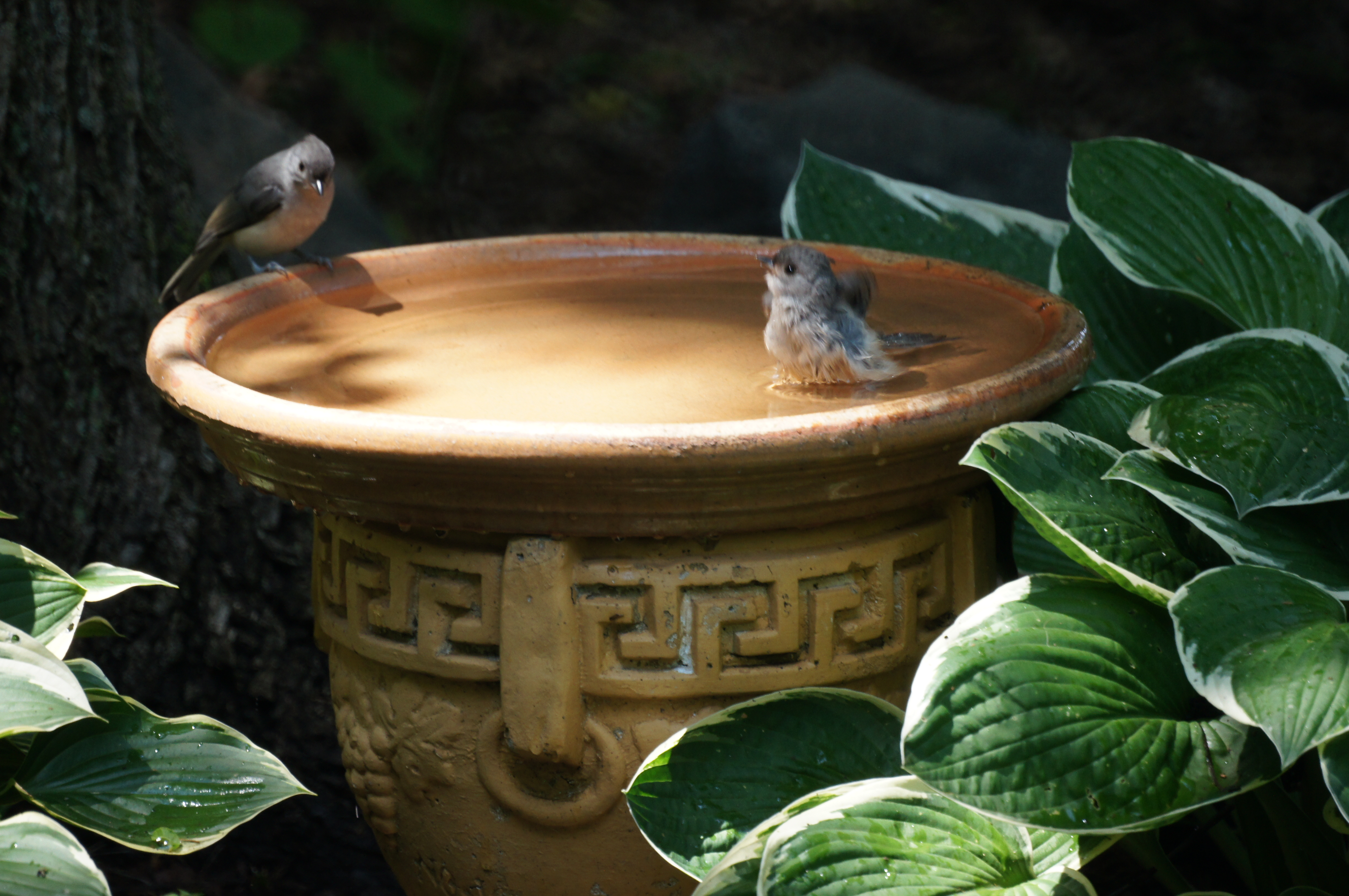
حمام پرنده

زینت‌آرایی باغ (به انگلیسی: Garden ornament)، کالاهایی هستند که برای ارتقای زینت‌آرایی و دکوراسیون باغ، پارک و چشم‌انداز استفاده می‌شوند. 
تزئینات باغ عبارتند از:
- نیمکت
- حمام پرنده
- تغذیه کننده پرندگان
- خانه‌های پرنده
- ستون‌ها - سنگ ریخته‌گری
- سبد آتش
- جعبه گل
  - جعبه پنجره
- فواره‌ها
- ژاردینیر
  - فواره کوگل
- مبلمان باغی
- کره‌های خیره‌کننده
- سبدهای آویزان
- نورپردازی چشم‌انداز - وسایل دکوری
- زینت‌آرایی چمن‌کاری
  - مدونای وان حمام
  - غازهای بتنی
  - کوتوله‌های باغ
  - چمن سواران
  - کره جهان حیاط
  - فلامینگوهای صورتی پلاستیکی
- شمع فضای باز
- شومینه در فضای باز
- پیکرسازی در فضای باز
  - مسیر پیکرسازی
  - اشیایی مانند توپ‌های بازیافتی بولینگ، گلدان‌های توالت، ماشین‌آلات کشاورزی عتیقه
  - هنر جنبشی
  - صورتک‌ها
  - اُبلیسک‌ها
  - پیکرسازی انرژی‌های تجدیدپذیر
- بتکده - نسخه‌های کوچک
- پایه‌ها - به عنوان مثال سفال، سنگ ریخته‌گری
- برکه آب - سنگ و تخته سنگ با حوضچه
- گلدان‌ها
  - کوزه‌ها
  - گلدان‌های هنر سرامیکی
- زنجیره باران
- ساعت آفتابی
- نمونه هرس شکلی
- آبشار از نوع پیش‌ساخته کوچک
- بادنماها
- زنگ‌های بادی